# Akatastasia
Akatastasia to drugi materiał studyjny zespołu Diave. 
Nagrano w Mach Studio, Warszawa sierpień 1997 - 24 grudnia 1998. Realizacja i miks: Piotr Chancewicz, Józef Siemiński, Diave.
Słowa i muzyka: Diave.

## Lista utworów
1. Intro (Inviting Gates of Death) / Enigma
2. Akatastasia
3. Hazy Garden
4. The Greed of Passions
5. The Face of the Scarlet Moon
6. Reverence
7. Eressea
8. Sacrilege!